# Macropora levinseni
Macropora levinseni är en mossdjursart som beskrevs av Brown 1952. Macropora levinseni ingår i släktet Macropora och familjen Macroporidae. Inga underarter finns listade i Catalogue of Life.